# Randia nitida
Randia nitida là một loài thực vật có hoa trong họ Thiến thảo. Loài này được (Kunth) DC. miêu tả khoa học đầu tiên năm 1830.